# Cumulopuntia berteroi
Cumulopuntia berteroi es una especie de planta suculenta perteneciente al género Cumulopuntia, dentro de la familia Cactaceae. Es endémica del centro de Chile. 

## Descripción
Cumulopuntia boliviana es una especie de cactus de crecimiento bajo que a menudo se ramifica lateralmente y forma cojines o montículos densos.
Las tallos son articulados y están formados por segmentos de forma esférica u ovalada, sin costillas. Son regordetes y tienen hojas diminutas que se caen prematuramente.
Sobre los tallos se asientan areolas que se agrupan hacia el ápice. Presentan gloquidios, pelos y espinas largas.
Las flores son de color amarillo anaranjado y se cierran por la noche. Los frutos son hemisféricos, con las paredes gruesas y carnosas.

## Distribución y hábitat
El área de distribución nativa de esta especie es el centro de Chile y crece principalmente en el bioma subtropical.

## Taxonomía
La primera descripción de esta especie fue como Cactus berteroi, publicada en 1834 por el botánico italiano Luigi Aloysius Colla en la revista científica Memorie della Reale Accademia delle Scienze di Torino 37: 77.
Posteriormente, el botánico alemán Friedrich Ritter colocó la especie en el género Cumulopuntia, pasando a llamarse Cumulopuntia berteroi y anotando estos cambios en la revista científica Kakteen in Südamerika 3: 885 en el año 1980.
Etimología
- Cumulopuntia: nombre genérico formado por dos palabras: el sustantivo latino cumulus (que significa 'cúmulo', 'montón' o 'masa amontonada') y el género Opuntia, (con el que el género tiene similitudes), haciendo referencia al crecimiento de la planta en forma de montones de tallos apilados.
- berteroi: epíteto específico otorgado en honor a un naturalista italiano Carlo Luigi Giuseppe Bertero.[3]

## Usos
Se cultiva principalmente como planta ornamental y su propagación se realiza a través de esquejes o semillas.